# Polyhaline
Polyhaline est une catégorie de salinité, s'appliquant le plus souvent aux régions estuariennes. 
La salinité d'une eau polyhaline se situe entre 16 ou 18 (eau saumâtre) et 30 parties par milliers (eau de mer).
C'est le type d'eau salé le plus dense classifié comme saumâtre.